# Грам (средна земя)
Вижте пояснителната страница за други значения на Грам.
Във фантастичната Средна земя на британския писател Джон Роналд Руел Толкин Грам (на английски: Gram) е осмият крал на Рохан.
Грам става крал след смъртта на своя баща Деор през 2718 г. от Третата епоха на Средната земя. През неговото управление Рохан води постоянна война с дунледингите, които продължават да се опитват да отнемат територии от Рохан. Дунледингите атакуват откъм крепостта Исенгарт, която завземат през управлението на бащата на Грам – Деор.
Грам умира през 2741 г. Т.Е. след 23 години непрекъсната война и е наследен на трона от своя син Шлем Твърдоръки.